# 13678 Shimada
13678 Shimada (1997 NE11) là một tiểu hành tinh vành đai chính được phát hiện ngày 6 tháng 7 năm 1997 bởi T. Okuni ở Nanyo.